# Сухоліси
Сухолі́си — село в Узинській міській громаді Білоцерківського району Київської області, до 2017 року центр сільської Ради. Розташовані за 25 км на схід від районного центру. Поряд — однойменна залізнична станція. Населення — близько 1 150 жителів.

## Довідка
Перші згадки про Сухоліси сягають початку XVIII століття.
В околицях села Сухоліси збереглися фрагменти знаменитого Змійового валу. Крім того, неподалік є стародавнє городище, яке свідчить про те, що місця навколо Сухоліс заселені з давніх-давен.

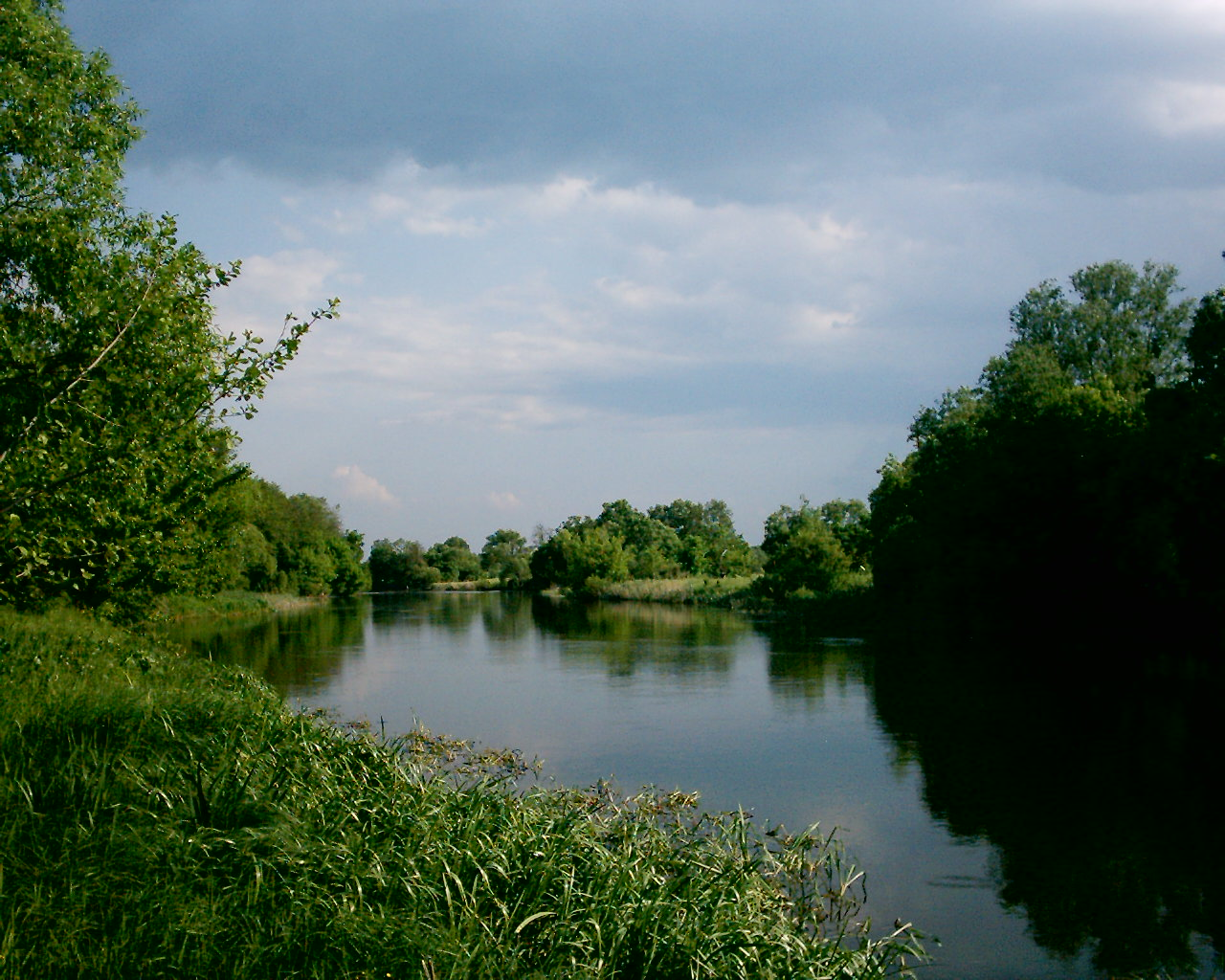
Річка Рось біля села

1864 р. - село на лівій стороні Росі, в 20-ти верстах від Білої Церкви, має древнє городище. Жителів обох статей 638. У 1740 році в селі було 26 хат і в Молодецькому 28; жителів в обох селищах до 250. 
Церква Преображення Господнього, у візиті 1746 року Білоцерківського деканату так описана: "церква барздо мізерна, з кругляків Осиковий, стара, без стели, соломою вкрита, і то Дзюри; крижа жадібно на верху нема, а ні огродзеніа близько цментаря; дзвоніци нема; тільки на злупити два Дзвінки"("церковь барздо мизерна, с кругляков осыковых, стара, без стели, соломою покрыта, и то дзюры; крыжа жаднего на верху нема, а ни огродзениа около цментаря; дзвоницы нема; только на слупах два дзвонка"). Будівництвом вона розпочата 1726 року. Священиком при ній був з 1738 року Ігнатій Юркевич, посланий візитатором на 6 тижнів в Беліловський монастир за безлади. Ця церква закінчена, а потім кілька разів полагоджена, стояла до 1849 року, в якому, на її місці побудована нинішня, дерев'яна ж. По штатах вона зарахована до 7-го класу; землі має 42 десятини. (Сказания о населенных местностях Киевской губернии или Статистические, исторические и церковные заметки о всех деревнях, селах, местечках и городах, в пределах губернии находящихся / Собрал Л. Похилевич. - Біла Церква: Видавець О. В. Пшонківський, 2005. - с.412)
На території села знаходився колгосп ім. Ілліча, який мав 1188,4 га землі, в тому числі 1069,4 га орної. За трудові досягнення в сільськогосподарському виробництві орденами й медалями нагороджено 6 чоловік.
В Сухолісах — середня школа, клуб, бібліотека. Діють фельдшерсько-акушерський пункт і пологовий будинок.
За мужність і відвагу, проявлені в боротьбі проти німецько-нацистських загарбників у роки Німецько-радянської війни, орденами й медалями нагороджено 189 жителів села.
В інтернеті село Сухоліси згадується часто, адже ця місцевість пов'язується із вбивством журналіста Гонгадзе. І в одній з таких публікацій є цікава розповідь, що стосується місця під Сухолісами, де велися розкопки слідством, яка, ніби-то належить колишньому тестю О. Пукача.

## Сухоліська загальноосвітня школа І-II ступенів

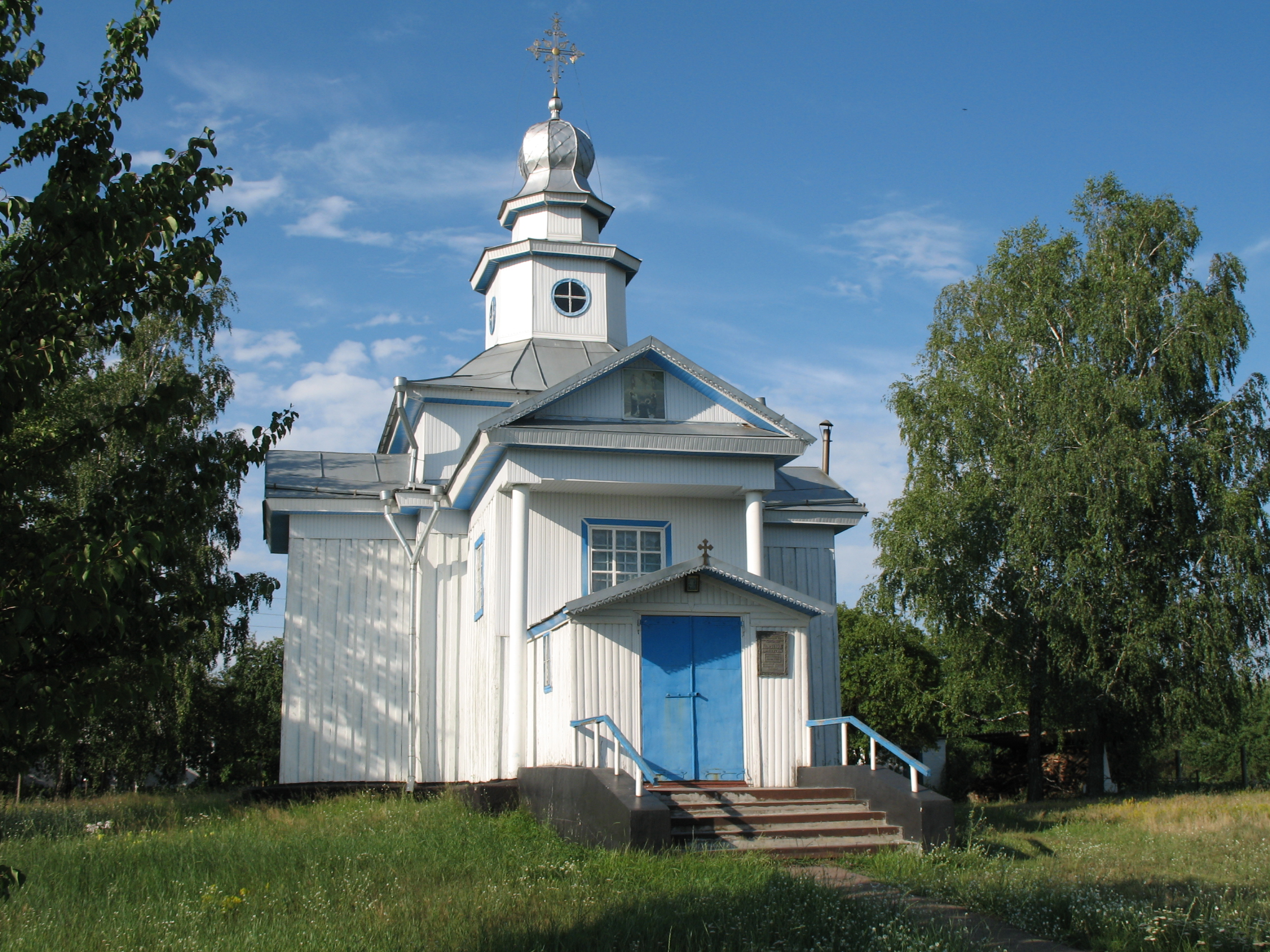
Спасо-Преображенська церква с. Сухоліси

У 1822 р. у селянській хаті під солом'яною стріхою відкрили першу в с. Сухоліси двокласну церковнопарафіяльну школу. Про це повідомили у тогочасних «Київських єпархіальних відомостях». Працював один учитель, учні вивчали граматику (каліграфію), арифметику, Закон Божий, співали церковних пісень. Засновниками школи та їх послідовниками були служителі церкви.
У 1882 р. на церковному подвір'ї збудували нове приміщення церковнопарафіяльної школи на кошти парафіян. Відкрили три класи, в яких навчалося 30-35 учнів. Приміщення школи слугувало дітям до 1932 р.

У 1918 р. у Сухолісах відкрили початкову чотирирічну школу.
У 1932 р. було закінчено будівництво нової дерев'яної школи. У передвоєнний час школу закінчили 210 учнів.
Під час окупації села приміщення нацисти переобладнали під комендатуру.
6 січня 1944 р. село було звільнене від загарбників.
У 1960 р. Сухоліська школа була реорганізована у восьмирічну, а 1989 р. — у дев'ятирічну. 1963 р. добудовано шкільне приміщення № 2.

## Сільська церква
Вважається, що Сухоліська церква Преображення Господнього побудована в 1726 році. У 1849 році її дуже сильно перебудували. Пам'ятка архітектури національного значення. Перекривав церкву Бойко Михайло Іванович, житель села Чепеліївка[джерело?].

## Відомі люди
- Бойко Ігор Петрович (* 1940) — інженер-будівельник, доктор технічних наук; професор.
- Рядовий Шевченко Ігор Миколайович. В ДРА з 19 червня 1983 року в підрозділі охорони радянських спеціалістів в м. Мазарі-Шаріф. Потрапивши 29 жовтня 1984 року в душманську засідку, загинув у бою, нагороджений орденом Червоної Зірки (посмертно)[6].
- Старший сержант Нехай Олександр Володимирович (1976—2014), учасник російсько-української війни, загинув при знешкодженні протитанкової міни внаслідок її підриву. 5 грудня в селі Сухоліси відбулось урочисте відкриття йому меморіальної дошки[7]
- В селі похований солдат ЗСУ Шикера Олександр Григорович, загинув в травні 2016-го під Верхньоторецьким.